# アライ人
- アレイ人
- アラジ人

アライ人（アライじん、英：Alais, 露：Алаи）は、ロシア・アラゼヤ川に居住したユカギール人の一派。現在は存在していない。現在のヴァドゥル人のルーツとされる民族。英雄Идилвеяの末裔という伝承がある。